# Kim Rhode
Kimberly Susan Rhode, coniugata Harryman, detta Kim (Whittier, 16 luglio 1979), è una tiratrice a volo statunitense, vincitrice di tre medaglie d'oro ai Giochi olimpici in tre differenti edizioni: ad Atlanta 1996, ad Atene 2004 e a Londra 2012.

## Palmarès

### Giochi olimpici
- 6 medaglie:
  - 3 ori (double trap a Atlanta 1996; double trap a Atene 2004; skeet a Londra 2012).
  - 1 argento (skeet a Pechino 2008).
  - 2 bronzi (double trap a Sydney 2000; skeet a Rio de Janeiro 2016).

### Campionati mondiali
- 3 medaglie:
  - 1 oro (skeet a Monaco 2010).
  - 1 argento (double trap a Barcellona 1998).
  - 1 bronzo (skeet a Belgrado 2011).

### Campionati americani
- 2 medaglie:
  - 1 oro (double trap a Fort Benning 2001).
  - 1 bronzo (skeet a Fort Benning 2001).

### Giochi panamericani
- 3 medaglie:
  - 2 ori (double trap a Santo Domingo 2003; skeet a Guadalajara 2011).
  - 1 argento (skeet a Rio de Janeiro 2007).